# 阿米莉亚·艾丽西娅·安瑟利
阿米莉亚·艾丽西娅·安瑟利（Amelia Alicia Anscelly，1988年4月26日—），馬來西亞女子羽毛球運動員。

## 簡歷
2012年12月，阿米莉亚·艾丽西娅·安瑟利參加馬來西亞全國羽球大獎賽，與宋佩珠合作贏得女雙冠軍。
2013年8月，阿米莉亚參加中國廣州舉行的世界羽毛球錦標賽，與宋佩珠出戰女子雙打項目，首圈以2-0淘汰法國選手晉級，但在第二圈就以0比2（14-21、19-21）不敵9號種子、印尼的皮娅·泽巴迪娅·贝尔纳德特/里基·艾美莉雅·普拉蒂普塔出局。
2015年，阿米莉亚与宋佩珠合作贏得印度黄金大奖赛女双冠军，又在东运会羽毛球比赛赢得女双金牌。然而，隨著宋佩珠在2016年1月膝盖重伤，馬羽总便一直安排新拍档给阿米莉亚，让她感觉受挫。
2017年4月，阿米莉亚递交了辞职信给羽总技术总监弗洛斯特，退出馬來西亞国家隊。

## 主要比賽成績
只列出曾進入準決賽的國際賽事成績：
| 年份   | 賽事                     | 公開賽級別 | 項目     | 搭檔                         | 成績   |
| ------ | ------------------------ | ---------- | -------- | ---------------------------- | ------ |
| 2007年 | 馬來西亞羽毛球國際挑戰賽 | 國際挑戰賽 | 女子雙打 | 張淑晶                       | 準決賽 |
| 2007年 | 馬來西亞羽毛球國際挑戰賽 | 國際挑戰賽 | 混合雙打 | Chang Hun Pin                | 準決賽 |
| 2010年 | 馬來西亞羽毛球國際挑戰賽 | 國際挑戰賽 | 混合雙打 | 拉吉夫阿都拉迪夫             | 亞軍   |
| 2011年 | 新加坡羽毛球國際系列賽   | 國際系列賽 | 混合雙打 | 拉吉夫阿都拉迪夫             | 亞軍   |
| 2012年 | 越南羽毛球國際挑戰賽     | 國際挑戰賽 | 女子雙打 | 宋佩珠                       | 亞軍   |
| 2012年 | 印尼羽毛球國際挑戰賽     | 國際挑戰賽 | 女子雙打 | 宋佩珠                       | 準決賽 |
| 2012年 | 馬來西亞羽毛球國際挑戰賽 | 國際挑戰賽 | 女子雙打 | 宋佩珠                       | 準決賽 |
| 2012年 | 印度羽毛球國際挑戰賽     | 國際挑戰賽 | 女子雙打 | 宋佩珠                       | 準決賽 |
| 2013年 | 伊朗羽毛球國際挑戰賽     | 國際挑戰賽 | 女子雙打 | 宋佩珠                       | 冠軍   |
| 2013年 | 法國羽毛球國際賽         | 國際挑戰賽 | 女子雙打 | 宋佩珠                       | 亞軍   |
| 2013年 | 芬蘭羽毛球公開賽         | 國際挑戰賽 | 女子雙打 | 宋佩珠                       | 準決賽 |
| 2013年 | 馬來西亞羽毛球國際挑戰賽 | 國際挑戰賽 | 女子雙打 | 宋佩珠                       | 亞軍   |
| 2013年 | 馬來西亞羽毛球國際挑戰賽 | 國際挑戰賽 | 混合雙打 | Mohd Lutfi Zaim Abdul Khalid | 準決賽 |
| 2013年 | 越南羽毛球大獎賽         | 大獎賽     | 女子雙打 | 宋佩珠                       | 亞軍   |
| 2014年 | 伊朗羽毛球國際挑戰賽     | 國際挑戰賽 | 女子雙打 | 宋佩珠                       | 冠軍   |
| 2015年 | 印度羽毛球黃金大獎賽     | 黃金大獎賽 | 女子雙打 | 宋佩珠                       | 冠軍   |
| 2015年 | 東南亞運動會羽毛球比賽   | 其他       | 女子團體 | －                           | 銀牌   |
| 2015年 | 東南亞運動會羽毛球比賽   | 其他       | 女子雙打 | 宋佩珠                       | 金牌   |
| 2016年 | 越南羽毛球國際挑戰賽     | 國際挑戰賽 | 女子雙打 | 張美馨                       | 準決賽 |
| 2016年 | 荷蘭羽毛球大獎賽         | 大獎賽     | 女子雙打 | 張美馨                       | 準決賽 |
| 2016年 | 瑞士羽毛球國際賽         | 國際系列賽 | 女子雙打 | 張美馨                       | 亞軍   |
| 2016年 | 馬來西亞羽毛球國際挑戰賽 | 國際挑戰賽 | 女子雙打 | 張美馨                       | 準決賽 |
| 2016年 | 蘇格蘭羽毛球大獎賽       | 大獎賽     | 女子雙打 | 張美馨                       | 亞軍   |

| 2007-2017年 | 首要超級賽 | 超級賽 | 黃金大獎賽 | 大獎賽 | 國際挑戰賽 | 國際系列賽 | 未來系列賽 | 其他 |

| 2018-2026年 | 總決賽 | 超級1000賽 | 超級750賽 | 超級500賽 | 超級300賽 | 超級100賽 | 國際挑戰賽 | 國際系列賽 | 未來系列賽 | 其他 |

### 奧運會和世錦賽參賽紀錄
|          | 搭檔   | 2013 | 2014 | 2015 |
| -------- | ------ | ---- | ---- | ---- |
| 女子雙打 | 宋佩珠 | 32強 | 32強 | 8強  |